# Tschornomorka
Tschornomorka (ukrainisch Чорноморка; russisch Черноморка Tschernomorka; zu deutsch „Schwarzes Meer“) ist ein Dorf im Süden der ukrainischen Oblast Mykolajiw an der Schwarzmeerküste mit etwa 2500 Einwohnern (2004).

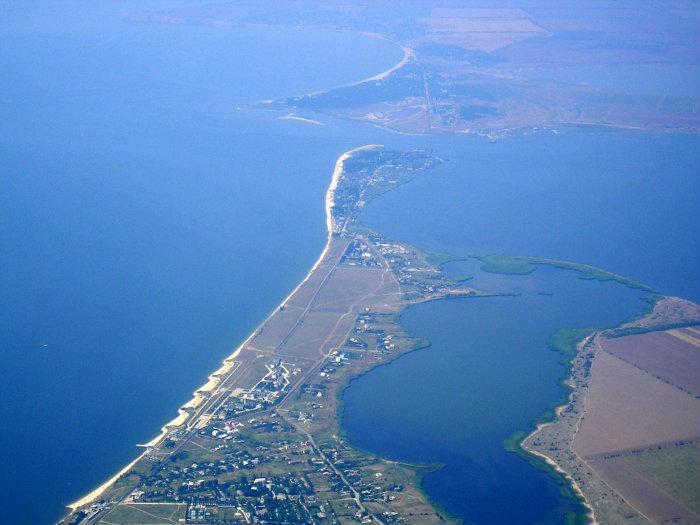
Luftbild: Am unteren Bildrand die Ortschaft Tschornomorka

Das Dorf hieß bis 1948 Welykyj Bejkusch (Великий Бейкуш) und  liegt zwischen dem Beresan-Liman im Nordwesten, dem Schwarzen Meer im Südwesten, dem Flugplatz Otschakiw im Osten und der Stadt Otschakiw im Südosten. Die Oblasthauptstadt Mykolajiw liegt etwa 65 km nordöstlich von Tschornomorka.

## Verwaltungsgliederung
Am 26. Mai 2016 wurde das Dorf zum Zentrum der neugegründeten Landgemeinde Tschornomorka (ukrainisch Чорноморська сільська громада/Tschornomorska silska hromada), zu dieser zählten auch noch die 5 Dörfer Beresan, Blahodatne, Jischyzke, Ossetriwka und Riwne und Jasselka, bis dahin bildete es die gleichnamige Landratsgemeinde Tschornomorka (Чорноморська сільська рада/Tschornomorska silska rada) im Südwesten des Rajons Otschakiw.
Am 12. Juni 2020 kamen noch die 7 in der untenstehenden Tabelle aufgelisteten Dörfer zum Gemeindegebiet.
Am 17. Juli 2020 kam es im Zuge einer großen Rajonsreform zum Anschluss des Rajonsgebietes an den Rajon Mykolajiw.
Folgende Orte sind neben dem Hauptort Tschornomorka Teil der Gemeinde:
| Name                     | Name          | Name                        |
| ukrainisch transkribiert | ukrainisch    | russisch                    |
| ------------------------ | ------------- | --------------------------- |
| Balanowe                 | Баланове      | Баланово (Balanowo)         |
| Beresan                  | Березань      | Березань                    |
| Blahodatne               | Благодатне    | Благодатное (Blagodatnoje)  |
| Jischyzke                | Їжицьке       | Ижицкое (Ischizkoje)        |
| Kamjanka                 | Кам'янка      | Каменка (Kamenka)           |
| Lymanne                  | Лиманне       | Лиманное (Limannoje)        |
| Nowe                     | Нове          | Новое (Nowoje)              |
| Ossetriwka               | Осетрівка     | Осетровка (Ossetrowka)      |
| Riwne                    | Рівне         | Ровное (Rownoje)            |
| Schewtschenko            | Шевченко      | Шевченко                    |
| Sonjatschne              | Сонячне       | Солнечное (Solnetschnoje)   |
| Wolodymyriwka            | Володимирівка | Владимировка (Wladimirowka) |